# Police Surgeon
Police Surgeon   è una serie televisiva britannica in 12 episodi trasmessi per la prima volta nel corso di una sola stagione nel 1960.
È una serie del genere drammatico incentrata sulle vicende del dottor Geoffrey Brent, medico legale della polizia londinese.

## Personaggi e interpreti
- Dr Geoffrey Brent (12 episodi, 1960), interpretato da	Ian Hendry.
- Ispettore Landon (11 episodi, 1960), interpretato da	John Warwick.
- Thompson (3 episodi, 1960), interpretato da	Howard Daley.
- Miss Pears (2 episodi, 1960), interpretata da	Jean Anderson.

### Guest star
Tra le  guest star: Robert Russell, David Steuart, Michael Crawford, Blaise Wyndham, Edmond Bennett, Anthony Foyle, Anthony Ashdown, James Garrett, Leslie Perrins, Malcolm Watson, Denis Cowles, Pamela Alan, Patricia Mort, Charles Farrell, Joseph Tomelty, Robin Wentworth, Alister Williamson, Diana Kennedy, Keith Goodman, Jean Anderson, Michael Harrison (II), Stefanie Powers, Harry H Corbett, David Horne, John Rae, Bernard Archard, Heron Carvic, Oliver McFarland, Howard Daley, Annette Robertson.

## Produzione
La serie, ideata da Sydney Newman, fu prodotta da ABC Weekend Television.

### Registi
Tra i registi sono accreditati:
- Don Leaver in 8 episodi (1960)
- James Ormerod

### Sceneggiatori
Tra gli sceneggiatori sono accreditati:
- Julian Bond in 7 episodi (1960)
- Bill MacIlwraith in 2 episodi (1960)
- Sydney Newman
- W.F. Woodlands

## Distribuzione
La serie fu trasmessa nel Regno Unito dal 10 settembre 1960 al 3 dicembre 1960 sulla rete televisiva Independent Television.

## Episodi
| Stagione       | Episodi | Prima TV UK |
| -------------- | ------- | ----------- |
| Prima stagione | 12      | 1960        |